# Wolverine (Marvel)
Wolverine (urodzony jako James Howlett, powszechnie znany jako Logan) – fikcyjna postać (superbohater), znany z różnych serii komiksowych wydawanych przez Marvel Comics. Autorami postaci są scenarzysta Len Wein, dyrektor artystyczny Marvela John Romita Sr. i rysownik Herb Trimpe, który sporządził szkic postaci. Po raz pierwszy pojawił się w komiksie Incredible Hulk vol. 1 #181 z października 1974). W swoim debiucie był jedynie wrogiem Hulka. Chris Claremont uczynił go członkiem X-Men. We współpracy z Claremontem artysta Frank Miller zmienił wizerunek postaci w solowej, limitowanej serii Wolverine vol.1 #1-4 wydawanej od września do grudnia 1982 roku, gdzie pierwszy raz pojawił się charakterystyczny dla tej postaci slogan „I'm the best there is at what I do, but what I do best isn't very nice” (pol. „Jestem najlepszy w tym, co robię. Lecz to, co robię nie jest bardzo miłe”)
Wolverine jest pochodzącym z Kanady mutantem, którego cechuje zdolność szybkiej regeneracji uszkodzonych tkanek ciała i kostne pazury chowane w przedramionach obu rąk (później jego szkielet i szpony zostały zespolone z adamantium). Wolverine był jednym z wielu typowych twardych,  antybohaterów, jacy pojawili się w amerykańskiej kulturze popularnej jako następstwo antyrządowych nastrojów przeciwko wojnie w Wietnamie i afery Watergate. Jego pseudonim tłumaczy się na język polski jako „rosomak”, co wiąże się z jego dziką naturą. Należał do grup X-Men, The Avengers i Alpha Flight.
Poza komiksem pojawiał się również w licznych serialach animowanych, filmach fabularnych i grach komputerowych, przeważnie bazujących na komiksach o przygodach grupy X-Men. W serii filmów zapoczątkowanej obrazem X-Men (2000) w rolę Wolverine’a wciela się aktor Hugh Jackman.
Magazyn filmowy Empire, w swoim zestawieniu 50 najlepszych postaci komiksowych umieścił Wolverine’a na 4 miejscu. Również w zestawieniu 100 największych komiksowych bohaterów serwisu internetowego IGN, uplasował się on na 4 miejscu.

## Opis postaci
Wolverine urodził się w Kanadzie na przełomie lat 80. i lat 90. XIX wieku. Był nieślubnym dzieckiem Thomasa Logana i Elizabeth Howlett, miał brata Johna Howletta Jr. i przyrodniego brata „Doga”. Po zdarzeniach, które przyniosły śmierć rodziny Jamesa (ujawniły się wówczas jego moce m.in. kostne szpony), przybrał on nowe nazwisko – Logan. Podczas kilkudziesięciu lat Logan m.in.: brał udział w I wojnie światowej, uczył się wschodnich sztuk walki oraz działał jako tajny agent.
W czasie stanu załamania psychicznego James wyjechał do Jukonu, gdzie naukowcy programu Weapon X zespolili podczas eksperymentu jego kości oraz szpony z niezniszczalnym stopem metalu – adamantium. Po odzyskaniu świadomości James zdemolował laboratorium i ruszył w góry, gdzie żył pośród zwierząt. Został odnaleziony przez młode małżeństwo Jamesa „Maca” Hudsona i Heather Hudson. James po odpoczynku i zregenerowaniu sił udał się na pojedynek z Hulkiem i Wendigo oraz na misję do Iraku.
Po misji irackiej wstąpił do drużyny założonej przez „Maca” Hudsona. Przyjął pseudonim Wolverine. Oprócz Jamesa w skład drużyny wchodzili: Snowbird, Smart Alex, Saint Elmo, Stitch i Groundhog. Drużyna miała za zadanie unicestwić super-kryminalistę – Eggheada. Po śmierci St. Elma i odejściu Groundhoga drużyna rozpada się na trzy grupy: Gamma, Beta i najważniejszej Alpha. Wolverine postanowił nie przyłączać się do żadnej z drużyn.
Wolverine, za namową Charlesa Xaviera, wraz z nowymi rekrutami wyzwolił X-Men z wyspy Krakoa. Tym samym został nowym członkiem drużyny. Cyclops jako jedyny nie sprzyjał Wolverine'owi, ponieważ ten spędzał dużo czasu z jego dziewczyną, Jean Grey.
Wolverine podczas swojego długiego życia spotykał wiele kobiet. Pod względem uczuciowym szczególnie silnie wpłynęły na niego: Rose, Mariko, Viper, Silver Fox, Jean Grey, Yukio, Wong-Ai-Chia.

## Przeciwnicy Wolverine’a
- Victor Creed/Szablozębny (ang. Sabretooth) – dziki mutant, mający podobne co Logan zdolności. W czasach zimnej wojny został poddany eksperymentom w ramach programu Weapon X. Traktował Wolverine’a jako konkurenta. Ofiarą ich rywalizacji padła m.in. kochanka Logana – Silver Fox, która została brutalnie napadnięta przez Sabretootha, zgwałcona i zostawiona na pewną śmierć (tej jednak udało się przeżyć). Podobnie jak Wolverine, Sabretooth jest niezwykle silny, posiada adamantowy szkielet i czynnik gojący. W walce posługuje się pazurami. W filmie X-Men Geneza: Wolverine zostaje przedstawiony jako przyrodni brat Wolverine’a.
- „Pies” Logan (ang. „Dog”) – przyrodni brat Jamesa. Jeden z pierwszych jego przeciwników. W trakcie walki z Dogiem, James nieumyślnie zabił swoją pierwszą miłość – Rose O’Harę. Początkowo był bardzo podobny do Sabretootha.
- Ogun – sensei Jamesa, który zmienił się w złego ducha.
- Yuriko Oyama/Lady Deathstrike – córka Lorda Darkwinda – naukowca, który wynalazł proces łączenia adamantium z kośćmi. Jej celem było unicestwienie Logana i pozyskanie adamantium z jego kości. Jej bronią są wysuwane szpony z adamantium.
- Arkady Gregorivich/Omega Red – pochodzący z Rosji mutant-seryjny morderca. Po raz pierwszy spotkali się w Berlinie (James pracował jako agent CIA). Został pokonany, lecz nie uśmiercony. Jego bronią są wysuwane z nadgarstków  macki wykonane ze stopu carbonadium. Posiada moc wysysania energii życiowej z ofiary.
- Max Eisenhardt/Magneto – arcywróg X-Menów. Z pochodzenia niemiecki Żyd[9], który przeżył zagładę Żydów podczas II wojny światowej. Posiada moc generowania i kontroli pola energetycznego (magnetokineza). Przywódca ekstremistycznej organizacji mutantów o nazwie Brotherhood of Mutants (pol. Bractwo Mutantów). Podczas jednego z pojedynków Magneto użył swoich zdolności do wyssania adamantium z kości Wolverine’a.
- Akihiro/Daken – syn Wolverine’a i Japonki o imieniu Itsu. Posiadał podobne moce co ojciec, ale też zdolność manipulacji swoimi feromonami w celu zmiany stanu emocjonalnego innych osób. Był m.in. członkiem Dark Avengers Normana Osborna. Zamordowany przez ojca.
- Silver Samurai/Keniuchio Harada japoński mutant – walczący kataną przywódca Yakuzy.

## Główni sojusznicy Wolverine’a
- Jean Grey
- Storm
- Cyclops
- Profesor X